# Aston Martin DB5
Aston Martin DB5 är en sportbil, tillverkad av den brittiska biltillverkaren Aston Martin mellan 1963 och 1965. 
DB5:an var en uppdatering av DB4 med större motor. Karossen var densamma som de sista DB4-vagnarna, men Femman erbjöds även med femväxlad växellåda. Detta blev standard senare under serien.

## Shooting Break
Astons ägare David Brown ägnade delar av sin fritid åt jakt. För att kunna transportera vapen och hundar på ett ståndsmässigt sätt lät han karossmakaren Radford bygga en DB5 kombi. Modellen blev så lyckad att Radford fick beställningar på ytterligare 11 exemplar.

## Volante
Sedan DB5:an ersatts av DB6 1965 såldes ytterligare 37 st cabrioleter som Aston Martin Volante, den första öppna Aston med det namnet. Bilarna hade den kortare DB5-karossen, men var i övrigt byggda enligt DB6-specifikation.
Totalt byggdes 1 021 st DB5:or.

## James Bond
För den breda allmänheten är den mest känd för sin medverkan i Bond-filmerna Goldfinger, Åskbollen, Goldeneye, Tomorrow Never Dies, Casino Royale, Skyfall, Spectre och No Time to Die.
Varianter:
| Modell      | Motor               | Cylindervolym | Effekt | Bränsle              |
| ----------- | ------------------- | ------------- | ------ | -------------------- |
| DB5         | 6-cyl radmotor dohc | 3995 cm³      | 282 hk | 3 st SU förgasare    |
| DB5 Vantage | 6-cyl radmotor dohc | 3995 cm³      | 314 hk | 3 st Weber förgasare |